# El organito de la tarde
El organito de la tarde és una pel·lícula muda argentina en blanc i negre de 1925, dirigida per José Agustín Ferreyra, protagonitzada per María Turgenova en el paper principal.
La pel·lícula està inspirada en la lletra del tango del mateix nom compost per José González Castillo amb música de Cátulo Castillo, que en 1924 va obtenir el tercer premi en el concurs organitzat per l'empresa impressora discogràfica Max Glücksmann.
Es va estrenar el 13 d'octubre de 1925 als cinemes Alvear, Gaumont, Paramount i Select Lavalle i en les primeres exhibicions va ser acompanyat amb l'execució en viu d'aquest tango i d' El alma de la calle, música de Raúl de los Hoyos, lletra de José A, Ferreyra.

## Repartiment
- María Turgenova com Esthercita.
- Julio Donadille com Adolfo.
- Mecha Cobos com Adela.
- Arturo Forte com El Payo.
- Lolita Llopis com Cascabelito.
- Álvaro Escobar com Julián.
- B. Guillet com Pololo.[2]

## Comentari
Diu Jorge Miguel Couselo que en aquesta pel·lícula "és el barri sempre portat a instàncies de poesia com mai; la variant anecdòtica és nímia...però el protagonista és el barri tacat en la seva puresa primigènia i essencial i després redimit quan Estercita...retorna al conventillo i prefereix demanar almoina que seguir en la prostitució...aiguafort ombrívol, deseperanzado" i agrega que en la crònica del diari La Nación es reconeixia l'assoliment del film i se li atribuïen dues virtuts principals: "un sentit cinematogràfic, un coneixement i domini a fons dels aspectes i figures típics del raval porteny i la seva psicologia".

## Lletra del tango
Els primers versos del tango diuen:
| « | "Al paso tardo de un pobre viejo puebla de notas el arrabal, con un concierto de vidrios rotos, el organito crepuscular. Dándole vueltas a la manija un hombre rengo marcha detrás mientras la dura pata de palo marca del tango el compás.". | » |